# Beykoz

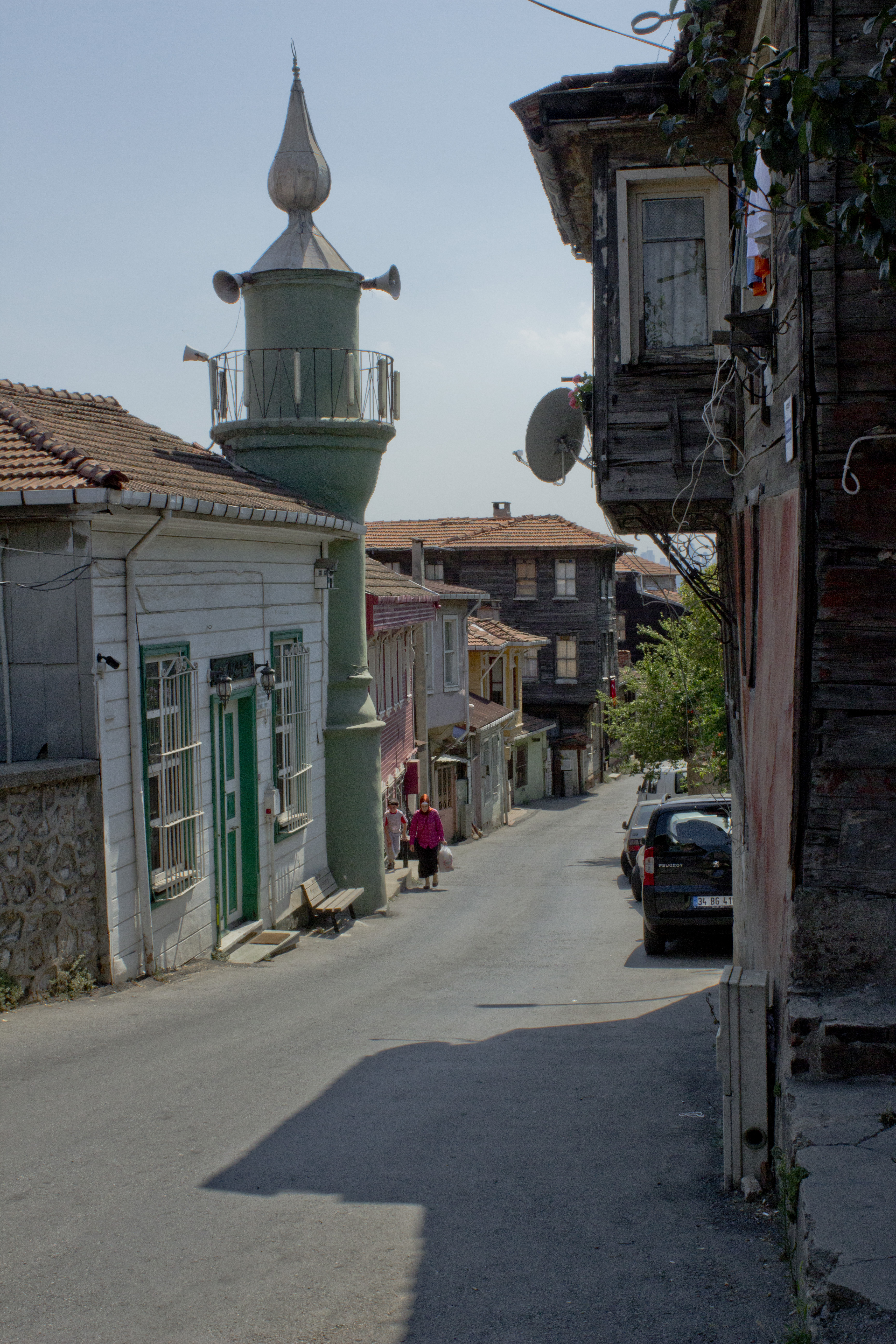
Une rue à Beykoz

Beykoz est l'un des 39 districts de la ville d'Istanbul, en Turquie.
En 1893, y est inaugurée la Hamidiye Kağıt Fabrikası, fabrique de papier qui donnera une impulsion nationale à la production, auparavant majoritairement importée.
Le quartier abrite l'université turco-allemande et l'université Medipol d'Istanbul, ainsi que le parc naturel de Mihrabat.